# 日本脳死・脳蘇生学会
日本脳死・脳蘇生学会（にほんのうしのうそせいがっかい、英文名 Japan Association of Cerebral Resuscitation and Brain Death）は、救急医療の臨床現場で従来より議論されていた脳死や脳死に類似する病態、脳蘇生などを扱うために、当初は日本救急医学会のなかの分科会（専門委員会）として発足、その後、研究会となり、現在では学会として学術団体を組織している。組織は、代表理事、理事、会員より構成される。
主たる事務所を東京都中野区に置いている。

## 学術集会
学術集会は、当初は研究会として開催され、近年は学会・学術集会として開催されている。
| 回数   | 開催年月  | 当番世話人 | 所属（当時）                                     | 開催地     | 備考 |
| ------ | --------- | ---------- | ------------------------------------------------ | ---------- | ---- |
| 第 1回 | 1988年9月 | 杉本 侃    | 大阪大学救急医学教授                             | 大阪市     |      |
| 第 2回 | 1989年6月 | 大塚敏文   | 日本医科大学救急医学教授                         | 東京       |      |
| 第 3回 | 1990年6月 | 魚住 徹    | 広島大学脳神経外科                               | 広島市     |      |
| 第 4回 | 1991年6月 | 桂田菊嗣   | 大阪府立病院救急診療科                           | 大阪市     |      |
| 第 5回 | 1992年6月 | 三井香児   | 東京大学医学部付属病院救急部                     | 東京       |      |
| 第 6回 | 1993年6月 | 坂部武史   | 山口大学医学部麻酔・蘇生学                       | 山口市     |      |
| 第 7回 | 1994年6月 | 大和田 隆  | 北里大学医学部救命救急医学教授                   |            |      |
| 第 8回 | 1995年6月 | 島崎修次   | 杏林大学医学部救急医学                           | 東京       |      |
| 第 9回 | 1996年7月 | 小浜啓次   | 川崎医科大学救急医学教授                         | 岡山市     |      |
| 第10回 | 1997年6月 | 有賀 徹    | 昭和大学医学部救急医学                           | 東京       |      |
| 第11回 | 1998年6月 | 鈴木 忠    | 東京女子医科大学救急医学                         | 東京       |      |
| 第12回 | 1999年6月 | 塩貝敏之   | 京都武田病院脳神経外科診療科                     | 京都市     |      |
| 第13回 | 2000年3月 | 宮本誠司   | 奈良県立医科大学救急医学                         | 奈良市     |      |
| 第14回 | 2001年6月 | 加来信雄   | 久留米大学医学部救急医学教授                     | 久留米市   |      |
| 第15回 | 2002年6月 | 堤 晴彦    | 埼玉医科大学総合医療センター救命救急センター教授 | さいたま市 |      |
| 第16回 | 2003年6月 | 林成之     | 日本大学医学部救急医学教授                       | 東京       |      |
| 第17回 | 2004年6月 | 上田守三   | 東邦大学医学部附属大橋病院脳神経外科教授         | 東京       |      |
| 第18回 | 2005年6月 | 神野哲夫   | 藤田保健衛生大学脳神経外科教授                   | 名古屋市   |      |
| 第19回 | 2006年6月 | 奥寺敬     | 富山大学医学部救急・災害医学教授                 | 富山市     |      |
| 第20回 | 2007年6月 | 木下順弘   | 熊本大学大学院侵襲制御医学教授                   | 熊本市     |      |
| 第21回 | 2008年5月 | 杉本 寿    | 大阪大学救急医学                                 | 大阪市     |      |
| 第22回 | 2009年6月 | 北原孝雄   | 北里大学医学部救命救急医学                       | 横浜市     |      |
| 第23回 | 2010年6月 | 行岡哲男   | 東京医科大学救急医学教授                         | 東京       |      |
| 第24回 | 2011年6月 | 奥地一夫   | 奈良県立医科大学救急医学教授                     | 奈良市     |      |
| 第25回 | 2012年6月 | 田中秀治   | 国士舘大学大学院救急システム研究科               | 宮崎市     |      |
| 第26回 | 2013年6月 | 横田裕行   | 日本医科大学救急医学教授                         | 東京       |      |
| 第27回 | 2014年6月 | 三木 保    | 東京医科大学医療安全管理学教授                   | 東京       |      |
| 第28回 | 2015年7月 | 加藤庸子   | 藤田保健衛生大学坂分種報徳會病院脳神経外科       | 名古屋市   |      |

第29回は（2016年7月）東京（会長：坂本哲也、帝京大学医学部救急医学講座）、第30回は（2017年）（会長：名取良弘、麻生飯塚病院脳神経外科）にて開催予定である。

## 機関誌
- 日本脳死・脳蘇生学会機関誌として、『脳死・脳蘇生』を年2回刊行している。（ISSN 1348-429X）